# 沙姓
沙姓是中国姓氏之一，关于沙姓的起源众说纷纭，一般认为沙姓的得姓始祖是神农氏。目前，沙姓在中国大陆和台湾的百家姓排名都没有进入前一百位。

## 起源
关于沙姓的起源众说纷纭，多奉神农氏为沙姓的始祖，主要分為以下幾種，相當複雜：
1. 出自神农氏，为炎帝之后。炎帝为部落首领时，其下有臣夙沙氏，后省改为沙姓。
2. 出自子姓，是商湯之苗裔，以地名为氏。商朝末年，殷纣王庶兄开（一名启）被封于微，世称微子。武王克商后，封微子于商丘，建立宋国。微子的后裔有人被封于沙这个地方，即今天河北省大名县东面。他们以地名为姓，成为沙姓。
3. 出自以国为氏, 西周有沙侯国，在河北省涉县，涉县之称由西汉时沙县改，居住在那里的人也有以沙为氏。
4. 出自沙随氏所改。沙随是春秋时宋国的领地，位于河南省宁陵东北部。据《春秋》中记载，成公十六年，晋会诸侯于沙随，指的就是这个地方。古代诸侯公爵，凡失国或没爵后，即称为公沙氏或沙随氏，其后人省为沙氏。
5. 出自鲜卑族的沙陀氏, 改姓為沙氏。
6. 出自突厥族的沙金氏, 改姓為沙氏。
7. 出自朝鮮半島上的百济国砂宅氏、沙宅氏、沙吒氏、沙門氏、沙随氏, 改姓為沙氏。从《万姓统谱》和《百家姓考略》两书记载考证，沙氏系出沙随氏，源于百济国，百济国是建于东汉年间，位于现在朝鲜半岛的一个古国。
8. 出自汉朝时有一名为沙公穆的人，他的后世子孙去公以沙为氏。
9. 出自夏姓，像沙吒氏、沙陀氏、沙 氏等。
10. 出自朝鮮半島上的百济国[來源請求]有倭寇之沙古、 沙氏。沙古汝武、沙也可、沙汝某。
11. 出自回族沙姓：沙姓为回族中的大姓。中亚穆斯林的姓Sadiq等人迁入中土後，发展成为沙姓回族。故《千家姓》称：“今回族多此姓，别为一族。”该姓大多取自经名首音和尾音。如元初的沙全，其“父沙的，世居沙漠……（沙）全初名抄儿赤，甫五岁，为宋军所虏。年十八，留刘整幕下，宋人以其父名沙的，使以沙姓，而名曰全。”（《元史》）再如，“马合马沙或阿思兰沙或木八儿沙之后裔姓沙。”（《回教民族说》）在回族经名中，带有“沙”的比较多。如《新元史》也黑迭儿传载：“也黑迭儿，西域人……子马谋沙……子密儿沙，次木八人喇沙……次忽都鲁沙……次阿鲁浑沙。”这都是沙姓之源。另，“沙在波斯语义为王。正如突厥语族称王为汗。如在波斯王国旧称‘沙因沙’，义为‘万王之王’……因此，我认为沙姓族源多半是来自波斯。”（《回回姓氏考》）沙姓中也有赐姓。如“舍班，古里国回回，入附授南京锦衣卫镇抚，宣宗宣德五年（1430年）出使西域，以功迁到千户，赐姓沙，名班。”（《回回历史与伊斯兰文化》）当时给舍班赐姓沙，还有着另一个原因，即“舍”和“沙”谐音。沙姓也为“回族十三姓”之一。沙姓回族主要分布在西北、江浙地区。
12. 出自满族沙姓：傳說得姓始祖為神农氏。历史上满族人归化多有改为沙姓。
13. 出自牂柯大姓谢氏, 改姓為沙氏。

## 延伸阅读
[在维基数据编辑]
 《百家姓》
 《欽定古今圖書集成·明倫彙編·氏族典·沙姓部》，出自陈梦雷《古今圖書集成》